# Thomas Creswick

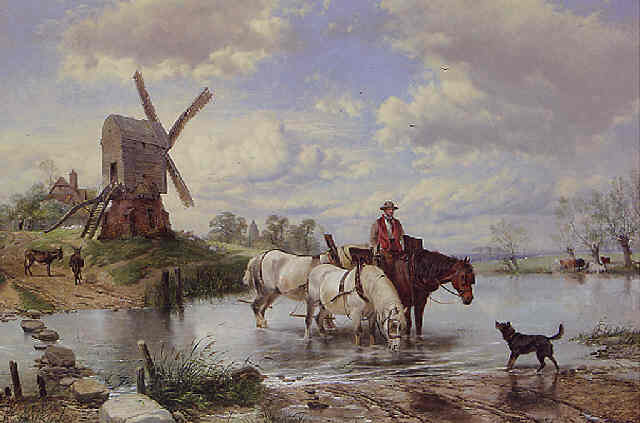
The nearest way in summer time, 1854

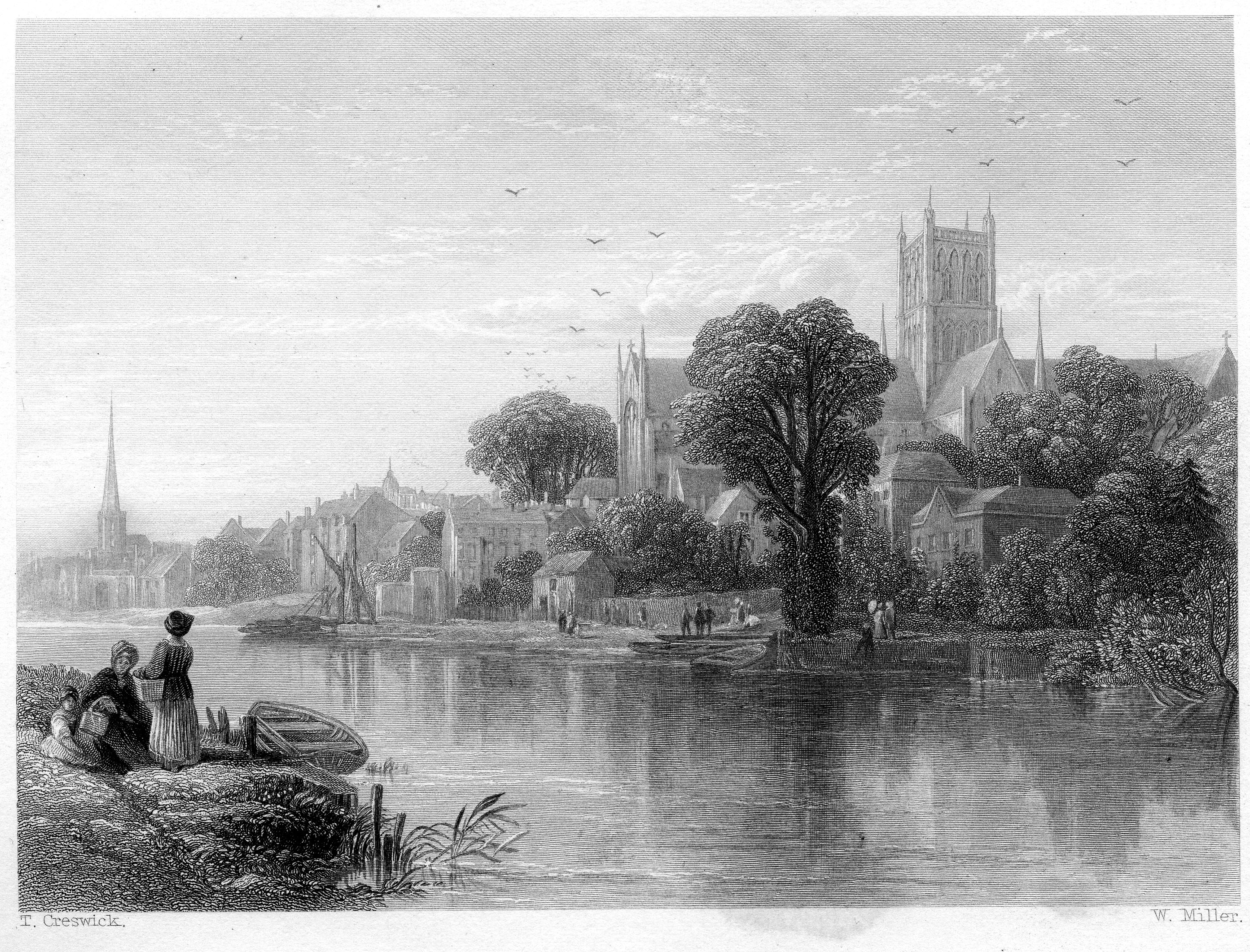
Rycina wykonana na podstawie rysunku Creswicka, 1854

Thomas Creswick (ur. 5 lutego 1811 w Sheffield, zm. 28 grudnia 1869 w Londynie) – brytyjski malarz pejzażysta i ilustrator.
Był synem Thomasa Creswicka i Mary Epworth. Wczesne lata życia spędził w Hazelwood pod Birmingham. Pierwsze prace wystawił 1827 w Royal Society of British Artists, w tym czasie przeniósł się na stałe do Londynu. Od 1850 był pełnoprawnym członkiem Royal Academy.
Creswick malował głównie spokojne i pogodne krajobrazy o tematyce rustykalnej. Przedstawiał pejzaże Anglii, Walii i Irlandii posługując się techniką olejną i akwarelą. Wykonywał też ilustracje do książek, współpracował z malarzem Richardem Ansdellem.

## Ważniejsze prace
- England (1847);
- Home by the Sands, Squally Day (1848);
- Passing Showers (1849);
- The Wind on Shore, First Glimpse of the Sea i Old Trees (1850);
- A Mountain Lake, Moonrise (1852);
- Changeable Weather (1865).